# Johannes Leonardi
Johannes Leonardi (* um 1541 in Diecimo (heute ein Ortsteil von Borgo a Mozzano) bei Lucca, Italien; † 9. Oktober 1609 in Rom, Italien) war ein italienischer Priester und Ordensgründer. Er wird in der katholischen Kirche als Heiliger angesehen.

## Leben
Giovanni Leonardi, der zuvor als Apothekergehilfe tätig war, empfing 1571 die Priesterweihe. In Lucca kümmerte er sich besonders um Arme, Kranke, Gefangene und Jugendliche. 1574 gründete er die Ordensgemeinschaft der Regularkleriker von der Mutter Gottes, die sich vor allem der Erziehung und der religiösen Bildung der Kinder aus armen Familien widmete. Zur Unterstützung der religiösen Bildung erfolgte durch ihn die Gründung der Laiengemeinschaft Gesellschaft der christlichen Lehre. Aufgrund der Ablehnung seiner Arbeit in Lucca siedelte er nach Rom über. Dort wurde Leonardi Mitbegründer des Missionskollegiums Urbania. Er engagierte sich außerdem für den Aufbau von Spitälern und Schulen. Im Auftrag von Papst Clemens VIII. reformierte er mehrere Orden und Kongregationen. In seinen letzten Lebensjahren wirkte Leonardi als Volksprediger. Er ist (neben den Märtyrern Cosmas und Damian) der Patron der Apotheker.

## Seligsprechung und Heiligsprechung
1861 wurde er selig- und 1938 von Papst Pius XI. heiliggesprochen.